# Ustarasita
La ustarasita és un mineral de la classe dels sulfurs. Rep el seu nom de la seva localitat tipus, el dipòsit de bismut d'Ustarasai, a l'Uzbekistan.

## Característiques
La ustarasita és una sulfosal de fórmula química estimada Pb(Bi,Sb)₆S10. No es coneix en quin sistema cristal·litza. Es troba en forma de cristalls prismàtics, els quals es poden trobar doblegats o torts. La seva duresa a l'escala de Mohs és 2,5.
Segons la classificació de Nickel-Strunz, la ustarasita pertany a «02.JB: Sulfosals de l'arquetip PbS, derivats de la galena, amb Pb» juntament amb els següents minerals: diaforita, cosalita, freieslebenita, marrita, cannizzarita, wittita, junoïta, neyita, nordströmita, nuffieldita, proudita, weibul·lita, felbertalita, rouxelita, angelaïta, cuproneyita, geocronita, jordanita, kirkiïta, tsugaruïta, pillaïta, zinkenita, scainiïta, pellouxita, chovanita, aschamalmita, bursaïta, eskimoïta, fizelyita, gustavita, lil·lianita, ourayita, ramdohrita, roshchinita, schirmerita, treasurita, uchucchacuaïta, vikingita, xilingolita, heyrovskýita, andorita IV, gratonita, marrucciïta, vurroïta i arsenquatrandorita.

## Formació i jaciments
Es troba en venes de quars-bismutinita, on sol trobar-se associada a altres minerals com: bismutinita, kobellita, jamesonita i quars. Va ser descoberta al dipòsit de bismut d'Ustarasai, a Brichmulla, a la província de Tashkent (Uzbekistan).